# Erich Kamp
Erich Kamp (* 10. Oktober 1938 in Schwelm; † 7. September 1992 in Ennepetal) war ein deutscher Politiker und Landtagsabgeordneter (SPD).

## Leben und Beruf
Nach dem Besuch der Volksschule absolvierte er eine Lehre als Kraftfahrzeugmechaniker. 1962 wurde Kamp Mitglied der SPD. Er war in zahlreichen Parteigremien vertreten. Der Gewerkschaft Nahrung-Genuss-Gaststätten trat er 1958 bei. Beim Zwieback-Hersteller Brandt in Haspe war er Betriebsrat.

## Abgeordneter
Vom 28. Mai 1975 bis zum 31. März 1989 war Kamp Mitglied des Landtags des Landes Nordrhein-Westfalen. Er wurde jeweils im Wahlkreis 126 bzw. 121 Ennepe-Ruhr-Kreis I direkt gewählt. In der zehnten Wahlperiode schied er aus gesundheitlichen Gründen aus dem Landtag aus. 1981 war ihm von Johannes Rau für Verdienste um Kommunal- und Landespolitik das Bundesverdienstkreuz am Bande verliehen worden.
Von 1970 bis 1979 war Erich Kamp Mitglied im Stadtrat der Stadt Ennepetal und ab 1979 Mitglied des Kreistages des Ennepe-Ruhr-Kreises.